# Фрейберг, Бернард
Бе́рнард Си́рил Фре́йберг, 1-й барон Фрейберг (англ. Bernard Cyril Freyberg, 1st Baron Freyberg; 21 марта 1889, Ричмонд, Великобритания — 4 июля 1963, Виндзор, Беркшир, Великобритания) — новозеландский военный и государственный деятель, генерал-лейтенант.

## Ранние годы

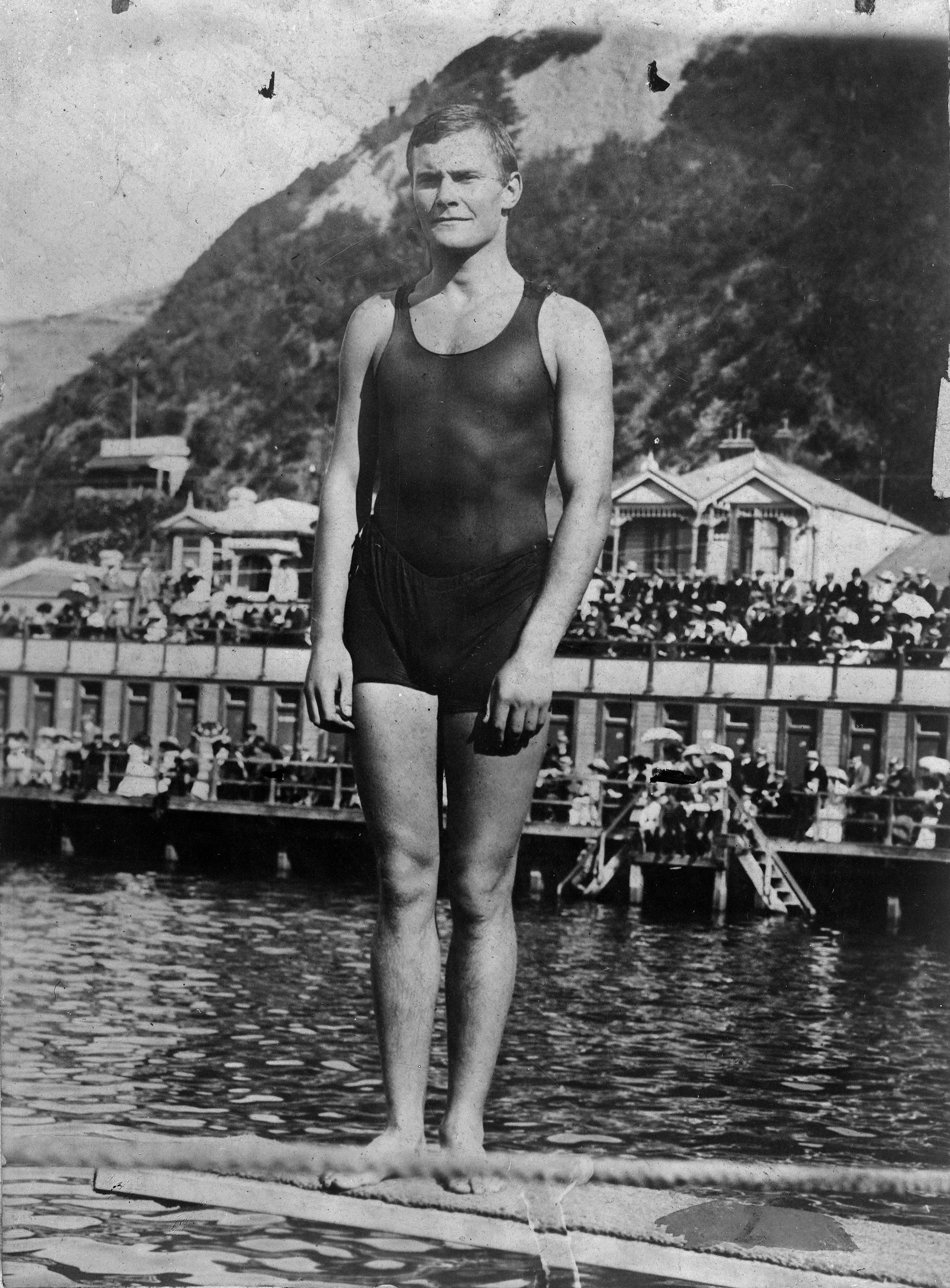
Бернард Фрейберг в 1914 году.

Бернард Фрейберг родился в Ричмонде 21 марта 1889 года. В 1891 году его семья переехала в Новую Зеландию. С 1897 по 1904 год Бернард окончил Веллингтонский колледж. В юности увлекался спортом, в 1906 и 1910 годах выигрывал чемпионат Новой Зеландии в беге на 100 ярдов (около 91 м).
Записавшись в территориальные войска, в январе 1913 года Фрейберг был произведён в лейтенанты. В марте 1914 он покинул Новую Зеландию, уехав в Сан-Франциско, а затем в Мексику, где участвовал в гражданской войне на стороне «Северной дивизии».

## Первая мировая война
С началом Первой мировой войны в августе 1914 года Фрейберг переехал в Англию, где был зачислен командиром роты в Королевский добровольный резерв ВМС. В 1915 году принял участие в Галлиполийской кампании, после которой был принят на действительную службу в королевский Западно-Суррейский полк.
После тяжёлого ранения в феврале 1917 года Фрейберг был эвакуирован в Англию и переведён в территориальные войска. Однако уже в январе следующего года он вернулся в действующую армию командиром бригады 29-й дивизии. После окончания Первой мировой войны остался на службе.

## Межвоенный период
В 1921—1925 годах Фрейберг служил в штабе 44-й дивизии, затем в штабе Восточного командования. В 1927 году ему было присвоено звание майора, в 1929 — подполковника, после чего Фрейберг был назначен командиром 1-го батальона Манчестерского полка. В 1931 году, получив звание полковника, Фрейберг был переведён в штаб Южного командования. В 1933—1934 служил в Военном департаменте, и в июле 1934 года стал генерал-майором.

## Вторая мировая война

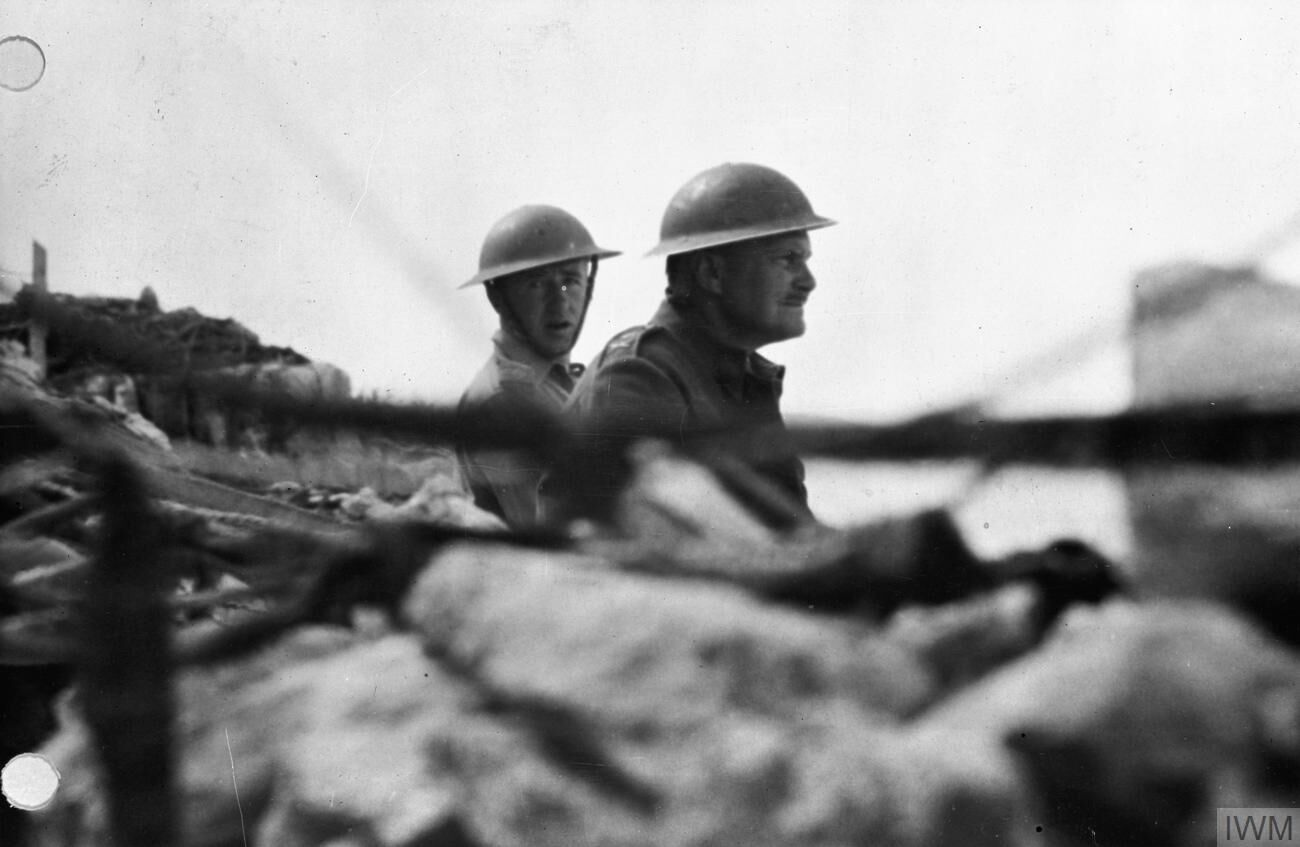
Фрейберг во время Критской операции.

С началом Второй мировой войны Фрейберг был включён в состав Британских экспедиционных сил во Франции, но в ноябре 1939 года по просьбе премьер-министра Новой Зеландии Питера Фрейзера Фрейберга назначили командиром 2-й новозеландской дивизии. Первоначально местом дислокации дивизии Фрейберга должна была стать Греция, но затем она была переброшена на территорию острова Крит.
Фрейберг был главнокомандующим силами союзников во время Критской операции в мае 1941 года. Несмотря на то, что солдаты вермахта понесли большие потери, им удалось захватить Крит, что вынудило командование отдать приказ о переброске дивизии Фрейберга в Египет.
Войска под командованием Фрейберга принимали активное участие во многих операциях британских войск в Северной Африке. В сражении при Эль-Аламейне его дивизия сыграла решающую роль в прорыве позиций итало-германских войск. В ноябре 1944 года дивизия Фрейберга была передислоцирована в Италию, где была включена в состав 5-й армии США. Здесь Фрейберг, не оставляя командования дивизией, некоторое время командовал Первым новозеландским корпусом, который был сформирован для осуществления наступления на Монте-Кассино. Войска под командованием Фрейберга понесли большие потери, но всё-таки сумели взять Монте-Кассино. В мае 1945 года войска Фрейберга вступили в Триест.

## Дальнейшая карьера
В 1946 году генерал Фрейберг был назначен на должность генерал-губернатора Новой Зеландии, став первым в истории лицом на этом посту, жившим в этой стране ранее. На этом посту он оставался шесть лет, а в 1952 году по истечении срока полномочий вернулся в Англию. Ещё в 1951 году он получил наследственный титул барона Фрейберга, став членом Палаты лордов. С 1953 года занимал почётный пост заместителя констебля и лейтенант-губернатора Виндзорского замка.

## Воинские звания
- Мексика
  - 1914 — капитан
- Новая Зеландия
  - 18.1.1912 — второй лейтенант (постоянное звание)
  - 19.5.1916 — капитан (постоянное звание)
  - 19.5.1916 — подполковник (временное повышение)
  - 21.4.1917 — бригадный генерал (временное повышение)